# Jazzékiel
A Jazzékiel egy 2001 áprilisában, Dunaújvárosban alakult alternatív rockzenekar. Gimnáziumi zenekarként alapította Jakab Péter dalszövegíró-énekes, Hegyi Áron zeneszerző-zongorista és Molnár István énekes. Jelenlegi zenei stílusukra nagy hatással voltak az alternatív rock, jazz és darkrock műfajok, korábban pedig a hiphop, blues, és gospel elemek is. Jellemző rájuk a sötét, mollos, zongoraközpontú zenei világ, valamint a huszadik századi magyar költői hagyományokból táplálkozó dalszövegek.

## Története

### Kezdeti idők, 2001-2005
A Quimby indulásának is helyt adó Széchenyi István gimnáziumban alapított Jazzékiel kezdeti zenei világa teljesen különbözött a ma ismert zenekar hangzásától. A Hegyi-Jakab szerzőpáros személyén kívül számos tagcsere vezetett a jelenlegi felállásig. A korai demóanyagok segítségével 2004-ben a zenekar megnyerte a kult rádióadó és a Zöld Pardon közös tehetségkutatóját Az utolsó lemezlovag című dalukkal, amik a rádió slágerlistáján hosszú ideig előkelő helyen állt, ezzel országos ismeretséget  szerezve a zenekarnak.

### 2005-2014
2005-ben megjelent az első hivatalos kislemez "Legenda EP" címen, a Mama Records és a kult rádióadó, a Radiocafé 98.6 szárnyai alatt. Sok viszontagság után a zenekar a következő évben leigazolt a Hunnia Recordshoz, és két nagylemezt készített a kiadónál: az elsőt cím nélkül 2007-ben, majd a másodikat "Holy Shit" címmel, ami 2009 májusában került a boltokba, egy különleges, századeleji Bibliát megidéző bőrkötéses csomagolásban. Ez az album egy éles stílusváltás a zenekar addigi zenei világához képest, ebben az időben felmerült a névváltoztatás gondolata is. Még ebben az évben meghívást kapott a zenekar az MR2 Petőfi Akusztik műsorába, időközben pedig megjárták az ország jelentősebb színpadait és fesztiváljait, headliner koncerteket adva a főváros nagyobb alternatív klubjaiban. 2011 decemberében ingyenesen letölthetővé vált a zenekar honlapjáról egy ajándéknak szánt, nyolc versikéből álló meselemez: a "Téli Mesék", amit alig két hét alatt írtak és vettek fel. Az újságírók által ekkora már az "alternatív klubszcéna egyik legizgalmasabb bandájaként" számon tartott Jazzékiel életében ezután három év pihenő következett.

### 2014-2016
A hosszú hallgatást a Mamazone gondozásában megjelent és a 2014-es Record Store Day alkalmából kiadott, Sziámi feldolgozás címét viselő "Mi már leszoktunk róla" 7"-es vinyl kislemez törte meg. A zenekar az év végére a Recorder Magazin Európa Kiadó cover-lemezén ("Jó lesz… '14") a másik kultikus underground csapatot is megidézte, a kiadvány címadó dalát előadva. A harmadik nagylemez, a "Másokat szeretni" 2015 elején, 5 évvel a legutóbbi teljes album – és napra pontosan a 10 évvel az első hivatalos EP – megjelenése után látott napvilágot. Mindössze fél évvel később elkészült a lemez "tükörkiadványa", egy remixalbum is, amelyen a hazai elektronikus zenei élet prominens képviselői gondolták újra a visszatérő korong dalait, azonos számsorrendben.

### 2016-2019
2016-ban a Recorder magazin a Jazzékiel Holy Shit albumát beválasztotta a megelőző 15 év legfontosabb hazai kiadványai közé. A harmadik nagylemez "A madarak elrepültek" című dalához készült videó megjárta a II. Magyar Klipszemle döntőjét, a zenekar 15 éves fennállását pedig egy nagyszabású koncerttel ünnepelte a Művészetek Palotájában. Ez után a kiadványok sorában egy újabb EP következett "Belle Époque" címmel, a harmadik nagylemezről leszorult, B-oldalas dalokkal 2016-ban jelent meg a Klinik gondozásában. 2017 év végén megjelent a zenekar első hivatalos koncertalbuma, a "Jazzékiel on Orfű". A kiadvány a zenekar Fishing on Orfűn rögzített koncertjeiből készült válogatás, 13 élő felvétellel. 2018-ban a zenekar is készített egy feldolgozást az Anima Sound System 25 éves, jubileumi feldolgozás lemezére, az "Anima & Animus"-ra.
2019-ben a "Holy Shit" megjelenésének 10 éves évfordulója alkalmából a Draze Records újra megjelentette a nagylemezt, limitált számú vinylen.

### 2020
2020 márciusában jelent meg a zenekar negyedik, kilenc dalt tartalmazó, szorongásról, veszteségektől való félelemről, vihar előtti békés pillanatokról és szétesett életekről szólónagylemeze, a "Szép napok".

## Tagok

### Jelenlegi tagok
- Jakab Péter – mikrofon
- Hegyi Áron – billentyűs hangszerek
- Czitrom Ádám – gitár
- Gulyás Kristóf – dob

### Élő koncertek kiegészítő zenészei a múltban
- Subicz Gábor – trombita
- Görög Dániel – trombita
- Pásztor Ákos – harsona
- Gáspár Csilla – cselló
- Tarr Gergő – percussion
- Krolikowski Dávid – percussion
- Subecz Tamás – percussion
- Földes Bánk – trombita
- Földes Zalán – gitár
- Ratkóczi Huba – gitár

## Diszkográfia
| Év   | Album             | Formátum     | Kiadó                  | Megjegyzés                                                                      |
| ---- | ----------------- | ------------ | ---------------------- | ------------------------------------------------------------------------------- |
| 2005 | Legenda           | EP           | Mama Records           |                                                                                 |
| 2006 | Jazzékiel         | Nagylemez    | Hunnia Records         |                                                                                 |
| 2009 | Holy Shit         | Nagylemez    | Hunnia Records         | Top 50 album, 21. század – A legjobb magyar lemezek 2000-től a Recorder szerint |
| 2011 | Téli Mesék        | Minialbum    | Szerzői kiadás         |                                                                                 |
| 2015 | Másokat szeretni  | Nagylemez    | Mamazone               |                                                                                 |
| 2015 | Masokat_REMIXEK   | Remix album  | Mamazone               |                                                                                 |
| 2016 | Belle Époque      | EP           | Klinik                 | B-oldalas dalok                                                                 |
| 2017 | Jazzékiel on Orfű | Koncertlemez | Klinik                 |                                                                                 |
| 2020 | Szép napok        | Nagylemez    | Klinik / Draze Records |                                                                                 |

| Év   | Album                                          | Kiadó                    | Megjegyzés           |
| ---- | ---------------------------------------------- | ------------------------ | -------------------- |
| 2006 | Instant! 98.6 – radiocafé válogatáslemez vol.1 | Mama Records             |                      |
| 2006 | Hungry for Hungary vol.1.                      | Magyar Zenei Exportiroda |                      |
| 2014 | Jó lesz...'14 feldolgozáslemez                 | Recorder                 | Digitális megjelenés |
| 2018 | Anima Sound System – Anima & Animus            | Anima Records            |                      |
| 2020 | Fishig on Orfű                                 | Megadó kiadó             |                      |

| Év   | Album                             | Formátum    | Kiadó         | Megjegyzés |
| ---- | --------------------------------- | ----------- | ------------- | ---------- |
| 2019 | Holy Shit – 10 éves vinyl reissue | 12" bakelit | DraZe records |            |
| 2019 | Holy Shit – 10 éves deluxe light  | 12" bakelit | DraZe records |            |

### Videoklipek
- Letheon (videoklip, 2010, Rendezte: Kósa Péter)
- Kamilla (videoklip, 2011, Rendezte: Szabó Áron)
- Mi már leszoktunk róla (videoklip, 2014, Rendezte: Jakab Péter)
- Portugál (vinyl play) (videoklip, 2014, Rendezte: Kósa Péter)
- Átkötő [iamyank rmx] (videoklip, 2015, Rendezte: Jakab Péter)
- A madarak elrepültek [Sinus Node rmx] (videoklip, 2015 Rendezte: Jakab Péter)
- A madarak elrepültek (videoklip, 2015,  Rendezte: Jakab Péter)
- Még, még (videoklip, 2018, Rendezte: Jakab Péter)
- Nem fordulunk egymás felé (videoklip, 2020, Rendezte: Farkas Zénó Rolf)
- A dolgok szétesnek (videoklip, 2020, Rendezte: Szabó Áron)
- Tereket (videoklip, 2020, Rendezte: Jakab Péter)
- Kés a víz alatt [Mankind remix] (videoklip, 2021, Rendezte: Farkas Zénó Rolf)
- Szép napok (videoklip, 2021, Rendezte: Szabó Áron)
- Szép napok [Fishing on Orfű aftermovie] (videoklip, 2021, Rendezte: Kálocz Tamás)
- Vidék (videoklip, 2021, Rendezte: Jakab Péter)